# Гаоян
Гаоя́н (кит. упр. 高阳, пиньинь Gāoyáng) — уезд городского округа Баодин провинции Хэбэй (КНР).

## История
Во времена Враждующих царств эти земли входили в состав царства Янь, и здесь находилось владение Гаоян. При империи Западная Хань в 201 году до н.э. был образован уезд Гаоян.
В августе 1949 года был образован Баодинский специальный район (保定专区), и уезд вошёл в его состав. В 1968 году Баодинский специальный район был переименован в Округ Баодин (保定地区). Постановлением Госсовета КНР от 23 декабря 1994 года округ Баодин и город Баодин были расформированы, а на их территории был образован Городской округ Баодин.

## Административное деление
Уезд Гаоян делится на 5 посёлков и 4 волости.

## Экономика
Гаоян является крупным центром текстильной промышленности (включая покраску тканей и ткачество). В текстильной промзоне общей площадью более 230 га насчитывается свыше 4,2 тыс. текстильных предприятий, основной продукцией которых являются покрывала, одеяла, подушки и ковры. Гаоянский текстиль экспортируется более чем в 100 стран и регионов мира, в том числе в Россию, Японию и США.